# Platensina guttatolimbata
Platensina guttatolimbata är en tvåvingeart som först beskrevs av Günther Enderlein 1911.  Platensina guttatolimbata ingår i släktet Platensina och familjen borrflugor.
Artens utbredningsområde är Madagaskar. Inga underarter finns listade i Catalogue of Life.